# Aylin Daşdelen
Aylin Daşdelen (* 1. Januar 1982 in Yenifakili, Provinz Yozgat) ist eine türkische Gewichtheberin. Sie wurde 2002 und 2010 Europameisterin im Zweikampf.

## Werdegang
Aylin Daşdelen begann bereits in früher Jugend mit dem Gewichtheben. Sie gehört dem Sportclub Kocaeli Büyükşehir Belediyesi Kağıt Kulübü İzmit an. Sie ist 1,60 Meter groß und startete als Erwachsene in den Gewichtsklassen bis 53 kg beziehungsweise 58 kg.
Bereits 1996 wurde sie in Burgas Junioren-Europameisterin in der Gewichtsklasse bis 50 kg. Damals war sie 14 Jahre alt. Seit dieser Zeit hat sich ihr Körpergewicht nur unwesentlich erhöht. 1997 wurde sie in Kapstadt Vize-Weltmeisterin der Juniorinnen in der Gewichtsklasse bis 59 kg mit einer Zweikampfleistung von 182,5 kg (77,5–105). 1997 startete sie in Sevilla bei der Europameisterschaft der Seniorinnen. Im Reißen gewann sie mit 80 kg den Europameister-Titel. Im Stoßen unterliefen ihr drei Fehlversuche, sodass sie im Zweikampf unplatziert blieb.
Bei der Europameisterschaft 1999 in La Coruña kam sie in der Gewichtsklasse bis 53 kg mit 150 kg (65–85) auf den 11. Platz und bei der Weltmeisterschaft 2001 in Antalya belegte sie trotz einer Steigerung auf 185 kg in der gleichen Gewichtsklasse nur den 8. Platz.
Im Jahre 2002 wurde sie in Antalya mit 205 kg (92,5–112,5) Europameisterin im Zweikampf, Reißen und im Stoßen und bei der Weltmeisterschaft 2002 in Havířov belegte sie mit 190 kg (85–105) im Zweikampf den 2. Platz hinter der Chinesin Tang Juanhua, die mit 197,5 kg siegte. Im Jahre 2003 gewann sie bei der Weltmeisterschaft in Vancouver eine Medaille. Sie belegte in der Gewichtsklasse bis 58 kg mit 210 kg (92,5–117,5) den 3. Platz hinter der Chinesin Sun Caiyan, 225 kg und der Indonesierin Abdul Hamid Patmadati, die 217,5 kg erzielte.
Bei der Europameisterschaft 2004 in Kiew wurde sie in der Gewichtsklasse bis 58 kg von der Polin Aleksandra Klejnowska auf den 2. Platz verwiesen. Sie erzielte im Zweikampf 220 kg (97,5–125), während Klejnowska auf 222,5 kg (95–127,5) kam. Im Reißen wurde sie mit 97,5 kg Europameisterin. Im Jahre 2004 startete Aylin Daşdelen bei den Olympischen Spielen in Athen. Sie verpasste in der o. g. Gewichtsklasse mit der persönlichen Bestleistung von 225 kg (100–125) mit dem 4. Platz knapp eine Medaille. Es gewann die Chinesin Chen Yanqing, die 237,5 kg (107,5–130) erzielte.
Nach diesen Olympischen Spielen beschuldigten Aylin Daşdelen, Sibel Şimşek und Şule Şahbaz den Trainer der türkischen Frauen-Nationalmannschaft der Gewichtheberinnen Mehmet Üstündağ, sie über einen längeren Zeitraum sexuell belästigt zu haben. Durch diese Affäre, die nie ganz aufgeklärt wurde, zumal Olympiasiegerin Nurcan Taylan Üstündağ verteidigte, konnte Aylin Daşdelen 2005 und 2006 nicht an internationalen Meisterschaften teilnehmen.
Seit 2007 geht sie wieder bei internationalen Meisterschaften an den Start. Leistungsmäßig konnte sie anfangs nicht an die Leistungen von 2003 beziehungsweise 2004 anknüpfen. 2009 wurde sie in Bukarest in der Gewichtsklasse bis 53 kg mit 187 kg (82–105) Vize-Europameisterin und 2010 wurde sie in Minsk in der gleichen Gewichtsklasse mit 208 kg (88–120) dreifache Europameisterin.
Daşdelen stand im Aufgebot der türkischen Mannschaft für die Olympischen Sommerspiele 2012.

## Internationale Erfolge
| Jahr | Platz | Wettbewerb                   | Gewichtsklasse | |
| 1996 | 1.    | Junioren-EM (U 16) in Burgas | bis 50 kg KG   | mit 145 kg (65–80), vor Monica Portillo, Spanien, 130 kg (57,5–72,5)                                                                                                   |
| 1997 | 2.    | Junioren-WM in Kapstadt      | bis 59 kg KG   | mit 182,5 kg (77,5–105), hinter Fatima Kadabayi, Türkei, 195 kg (85–110)                                                                                               |
| 1997 | unpl. | EM in Sevilla                | bis 54 kg KG   | nach 80 kg im Reißen (1. Platz) drei Fehlversuche im Stoßen |
| 1999 | 11.   | EM in La Coruña              | bis 53 kg KG   | mit 150 kg (65–85); Siegerin: Isabela Dragnewa, Bulgarien, 190 kg (85–105) vor Estefania Juan Tello, Spanien, 177,5 kg                                                 |
| 2001 | 8.    | WM in Antalya                | bis 53 kg KG   | mit 185 kg (85–100); Siegerin: Li Feng-ying, Taiwan, 210 kg (95–115) vor Qiu Hongxia, China, 207,5 kg (92,5–115)                                                       |
| 2002 | 1.    | EM in Antalya                | bis 53 kg KG   | mit 205 kg (92,5–112,5), vor Emine Bilgin, Türkei, 185 kg (80–105) u. Aniko Ajkai, Ungarn, 180 kg (75–105)                                                             |
| 2002 | 2.    | WM in Havířov                | bis 53 kg KG   | mit 190 kg (85–105), hinter Tang Juanhua, China, 197,5 kg (87,5–110), vor Emine Bilgin, 175 kg (77,5–97,5)                                                             |
| 2003 | 3.    | WM in Vancouver              | bis 53 kg KG   | mit 210 kg (92,5–117,5), hinter Sun Caiyan, China, 225 kg (100–125) u. Abdul Hamid Patmawati, Indonesien, 217,5 kg (97,5–120)                                          |
| 2004 | 2.    | EM in Kiew                   | bis 58 kg KG   | mit 220 kg (97,5–122,5), hinter Aleksandra Klejnowska, Polen, 222,5 kg (95–127,5), vor Slatina Atanasowa, Bulgarien, 215 kg (92,5–122,5)                               |
| 2004 | 4.    | OS in Athen                  | bis 58 kg KG   | mit 225 kg (100–125), hinter Chen Yanqing, China, 237,5 kg (107,5–130), Ri Song-Hui, Nordkorea, 232,5 kg (102,5–130) u. Wandee Kameaim, Thailand, 230 kg (102,5–127,5) |
| 2007 | 6.    | EM in Straßburg              | bis 58 kg KG   | mt 199 kg (84–115); Siegerin: Marina Schainowa, Russland, 230 kg (100–130) vor Ruth Kasirye, Norwegen, 210 kg (93–117)                                                 |
| 2007 | 20.   | WM in Chiangmai/Thailand     | bis 58 kg KG   | mit 190 kg (80–110); Siegerin: Qiu Hongmei, China, 238 kg (103–135) vor Marina Schainowa, 237 kg (105–132)                                                             |
| 2009 | 2.    | EM in Bukarest               | bis 53 kg KG   | mit 187 kg (82–105), hinter Natalja Trozenko, Ukraine, 192 kg (87–105), vor Amine Bilgin, 186 kg (83–103)                                                              |
| 2009 | 6.    | WM in Goyang/Südkorea        | bis 53 kg KG   | mit 198 kg (83–115); Siegerin: Sülfija Tschinschanlo, Kasachstan, 219 kg (90–129) vor Chen Xiaoting, China, 218 kg (95–123)                                            |
| 2010 | 1.    | EM in Minsk                  | bis 53 kg KG   | mit 208 kg (88–120), vor Bojanka Kostowa, Bulgarien, 199 kg (87–112) u. Walentina Ljachowez, Belarus, 198 kg (87–111)                                                  |
| 2011 | 2.    | WM in Paris                  | bis 53 kg KG   | mit 219 kg (93–126); Siegerin: Sülfija Tschinschanlo, Kasachstan, 227 kg (97–130), Dritte: Ji Jing, China, 214 kg (93–121)                                             |

## WM + EM-Einzelmedaillen
- WM-Silbermedaillen: 2002/Reißen – 2002/Stoßen
- EM-Goldmedaillen: 1997/Reißen – 2002/Reißen – 2002/Stoßen – 2004/Reißen – 2010/Reißen – 2010/Stoßen
- EM-Silbermedaillen: 2004/Stoßen – 2009/Stoßen
- EM-Bronzemedaillen: 2009/Reißen

## Erläuterungen
- alle Wettbewerbe im Zweikampf, bestehend aus Reißen und Stoßen,
- OS = Olympische Spiele, WM = Weltmeisterschaft, EM = Europameisterschaft,
- KG = Körpergewicht
- bei Olympischen Spielen werden keine Einzelmedaillen vergeben